# Nuwa
Cette page contient des caractères spéciaux ou non latins. S’ils s’affichent mal (▯, ?, etc.), consultez la page d’aide Unicode.

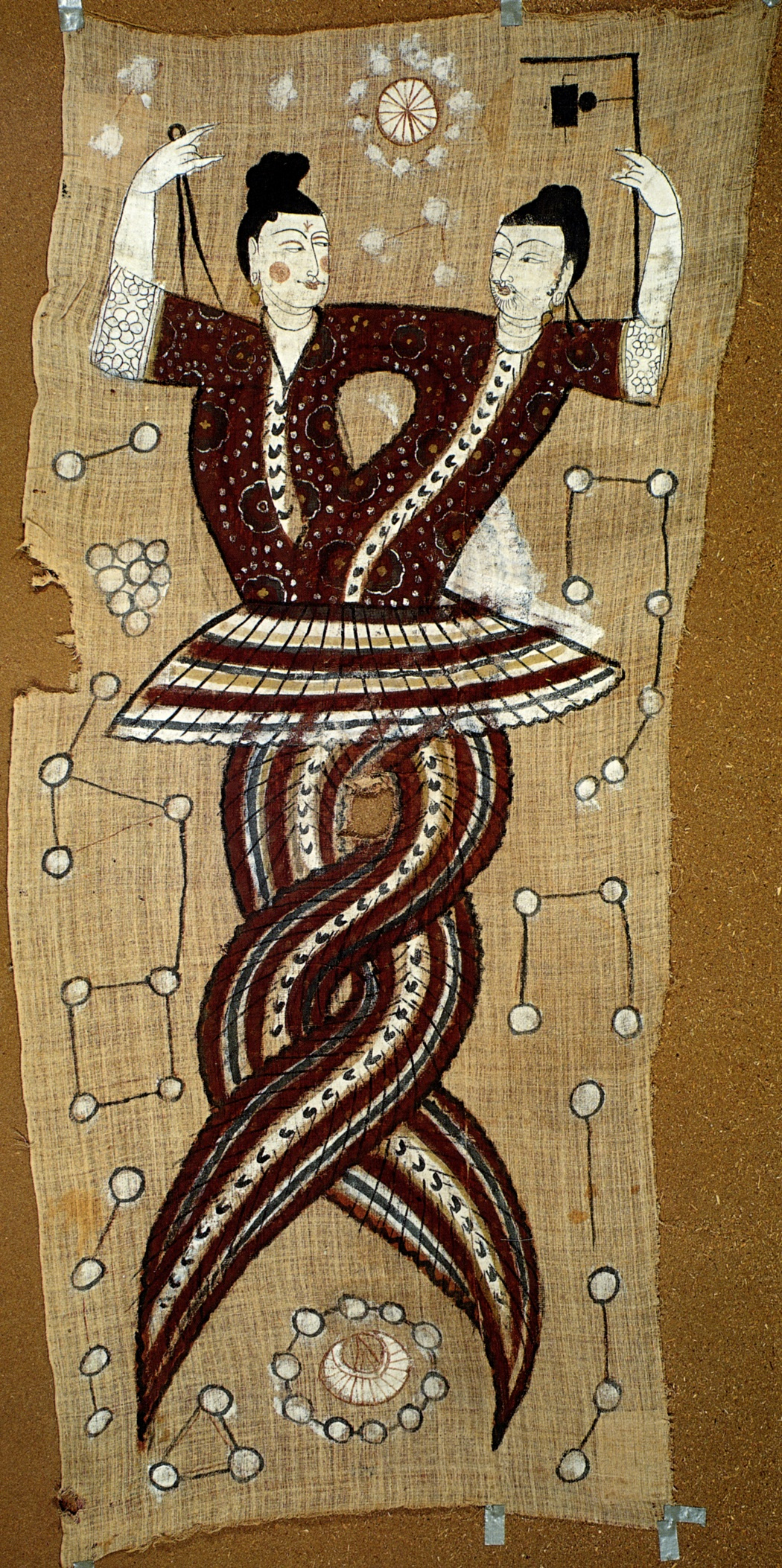
Nüwa avec le compas et Fuxi avec l'équerre

Nuwa (chinois simplifié : 女娲 ; chinois traditionnel : 女媧 ; pinyin : nǚwā, aussi transcrit Nügua) est un personnage de la mythologie chinoise dont l’origine remonte à l’Antiquité. Déesse créatrice, elle a façonné les premiers hommes avec de la glaise, leur a donné le pouvoir de procréer, a réparé le ciel brisé. On lui prête souvent un corps de serpent. Elle forme un couple avec son frère Fuxi. À partir des Tang, ils sont présentés comme les inventeurs des rites du mariage, dont elle est la patronne. Elle est également donneuse d’enfants. 
Comme tous les personnages de la mythologie antique, elle est connue par des textes assez tardifs (dynastie Han et peut-être fin des Royaumes combattants), sa nature exacte et son origine sont donc difficiles à déterminer. Elle est l’un des Trois augustes. Elle n’est restée dans la religion chinoise que comme divinité mineure. Les Miao du Sud-Ouest de la Chine lui rendent aussi un culte. On lui attribue l’invention du se (瑟), sorte de cithare.

## Mythe de Nuwa dans les textes
Les sources les plus anciennes qui mentionnent Nuwa dateraient des royaumes combattants (Shanhaijing, Liezi et Chants de Chu — chapitre Questions au Ciel, et du IIe siècle av. J.-C. (Huainanzi). On y raconte comment elle façonna les premiers humains et leur donna le pouvoir de procréer. Le mont Buzhou, l’un des piliers soutenant le ciel, ayant été brisé par Gonggong lors de son combat contre Zhurong (ou Zhuanxu), la rivière céleste s’écoula sur la terre entrainant un déluge et, d’après le Huainanzi, des incendies et des attaques de bêtes féroces. Nuwa colmata la brèche en faisant fondre une pierre de cinq couleurs. Le Huainanzi précise qu’elle replaça le ciel sur les pattes d’une tortue, tua le dragon noir pour restaurer la terre et fabriqua une digue avec des cendres de roseau. Réparés, le ciel et la terre restèrent néanmoins légèrement inclinés en sens inverse l’un de l’autre, causant la dérive nord-ouest des astres et la direction sud-est des fleuves. 
Dans le Shiji qui relate l'histoire de la Chine depuis l’Antiquité, Sima Qian, qui vécut pendant la dynastie des Han occidentaux, ne mentionne pas Nuwa, qu’il remplace par un homme nommé Feng Lixi. Dans son complément du Shiji, Sima Zhen des Tang la fera réapparaitre, lui conservant avec son frère Fuxi le nom de famille Feng.
C’est Li Rong des Tang qui prête au couple l’invention du mariage dans le Duyizhi : Seuls sur le mont Kunlun à l’époque où il n’y avait pas encore d’humains, ils songèrent à se marier. Ils eurent recours à une divination par l’observation de la direction de la fumée. La réponse étant favorable, ils procédèrent à la cérémonie, mais comme Nuwa était embarrassée, elle se cacha derrière un éventail ; ce fut là le premier rituel de la cérémonie nuptiale.
Le Traité des coutumes de Ying Shao (Han) inclus dans l’Encyclopédie impériale Taiping yulan des Song enrichit le mythe de la création : ayant fabriqué la première centaine d’humains, Nuwa, fatiguée, réfléchit à une solution plus efficace. Elle prit une corde, la trempa dans la boue et fouetta l’air ; les gouttes de boue se transformèrent en autant de personnes. Les premières, façonnées à la main, constituèrent la noblesse, et les autres le peuple.
Dans Duyi Zhi (chinois: 獨 異 志, vers 846 - 874 après J.-C.), volume 3, l'auteur Li Rong donne de Nuwa la description suivante
"Il y a longtemps, quand le monde venait juste de naître, il y avait deux personnes, Nü Kua et son frère aîné. Ils vivaient sur le mont K'un-lun et il n'y avait pas encore de gens ordinaires dans le monde. Ils désiraient devenir mari et femme, mais ils avaient honte. Alors, le frère alla avec sa sœur monter le mont K'un-lun et  fit une prière: "Ô Esprit du Ciel, si vous voulez bien nous envoyer deux êtres comme nous, et ainsi que dissiper toute la vapeur brumeuse."  Les vapeurs brumeuses se dispersèrent. C'est alors que la vapeur brumeuse s'évapora. Quand la sœur s'unit à  son frère, ils tressèrent un éventail avec des plantes pour cacher leur visage."
Et depuis, quand un homme s'unit à une femme, ils tiennent un éventail, le symbole de cette histoire ancestrale.

## Iconographie
Les représentations graphiques de Nuwa la dépeignent en général moitié femme, moitié serpent. Elle est souvent accompagnée de Fuxi, tenant en main un compas alors qu’il tient une équerre.

## Meng Fanren
Selon le sociologue chinois Meng Fanren, le mythe de Nuwa pourrait être particulièrement lié aux monts Taihang au Shanxi où des sites rappellent son histoire. Elle est révérée dans la région comme protectrice du mariage dans les temples de la grande marieuse ou donneuse d’enfants dans les temples de l’aïeule. Il pense qu’un tumulus découvert en 1994 au village de Zhenhou, municipalité de Zhao, Comté de Hongdong, est le tumulus de Nuwa cité dans les annales locales et l’encyclopédie géographique des Qing Daqing yitong zhi.